# Zemunik Donji
Zemunik Donji općina je u Zadarskoj županiji.

## Zemljopis
Zemunik Donji nalazi se u srcu Ravnih kotara. Izuzetan geoprometni položaj ostvaruje se blizinom autoceste A1 kroz čvor Zadar 2 koji se nalazi na području Zemunika Gornjeg, zračnu luku Zadar koja se nalazi na prostoru općine, te brzu cestu koja vodi do putničko-trajektne luke Zadar – Gaženica.

## Stanovništvo
Općina ima 2060 stanovnika (popis 2011.), od toga mjesto Zemunik Donji 1540 stanovnika. Općina je naseljena gotovo homogeno hrvatskim stanovništvom (po popisu iz 1991. Hrvata ima 1792 ili 94 %). U općini živi i 146 Srba, 14 Albanaca, 8 Roma, po 2 Mađara i 2 Bošnjaka te 1 Crnogorac i 1 Turčin.
| broj stanovnika | 1403  | 1434  | 1620  | 1742  | 2080  | 2355  | 2760  | 3135  | 4040  | 4649  | 4960  | 4535  | 4267  | 4657  | 1903  | 2060  | 2159  |
|                 | 1857. | 1869. | 1880. | 1890. | 1900. | 1910. | 1921. | 1931. | 1948. | 1953. | 1961. | 1971. | 1981. | 1991. | 2001. | 2011. | 2021. |

| broj stanovnika | 1027  | 1057  | 773   | 797   | 996   | 1085  | 1306  | 1502  | 1951  | 2240  | 2472  | 2230  | 2003  | 2318  | 1466  | 1540  | 1557  |
|                 | 1857. | 1869. | 1880. | 1890. | 1900. | 1910. | 1921. | 1931. | 1948. | 1953. | 1961. | 1971. | 1981. | 1991. | 2001. | 2011. | 2021. |

## Uprava
Općini Zemunik pripadaju naselja Zemunik Donji, Zemunik Gornji i Smoković te naselja, Ercezi, Goleš, Guše, općinsko središte nalazi se u Zemuniku Donjem na adresi Ulica I, na broju 16.

## Povijest
Zemunik se prvi put spominje kao Se-lmeni već u 13. stoljeću. U 14. st. tu se nalazila utvrda kralja Ludovika I. Anžuvinca kada je 1346. pritekao u pomoć Zadranima protiv Mlečana, a iz dokumenata iz 1368. vidi se da je Zemunik bio u vlasništvu zadarske komune te su se kod tadašnje crkve Svetog Jakova održavali sastanci predstavnika Zadra i Hrvatskog kraljevstva. Godine 1409. u prodaji Dalmacije i Zemunik spaada pod vlast Mlečana. U vrijeme turskih prodora Venecija popravlja i gradi niz utvrda, pa se tako gradi i Zemunik koji je u to doba u vlasništvu obitelji Venier( po njima je nazvan današnji Vinjerac). Arhivski dokument upućuje na to da je izgrađena vojna utvrda, revelin (ograđeni prostor za smještaj ljudi i stoke) i jarak uokolo svega toga. Od 1570. Zemunik je pod vlašću Turaka koji na njemu podižu snažnu utvrdu koja je imala status kasabe. Godina 1647. i 1683. najveći je dio Zemunika razoren i uništen požarom. Poslije odlaska Turaka Zemunik je od 1729. sjedište serdara koji je bio spona između mletačkih vlasti i naroda.

## Gospodarstvo
Najveći gospodarski subjekt u Zemuniku Donjem je Zračna luka Zadar sa 140 stalno zaposlenih djelatnika tome treba dodati da ljeti taj broj prelazi 200 sa sezonskim radnicima. Ostali veći gospodarski subjekti su Dom za starije osobe Zemunik te Rasadnik Piket u vlasništvu Hrvatskih šuma.U Zemuniku Donjem razvija se seoski i agro turizam. O tome se naročito brine novoosnovana Udruga "Ravni kotari" a za očuvanje okoliša i prirode brine se EKO-Udruga "Ravni kotari". U mjestu se grade brojne kuće za odmor te već postoji velik broj smještajnih jedinica.
Godine 2019 je Općina Zemunik Donji u Jutarnjem listu navedena kao peta u Republici Hrvatskoj po postotku uposlenog stanovništva.

## Spomenici i znamenitosti
- Crkva sv. KatarineGradina (uzvišenje na kojem je nekad bio stari Zemunik).[7]
- Stara crkva Sv. Katarine
- Središnja crkva Kraljice Mira-Kraljice Hrvata
- Crkva Sv. Josipa Radnika u Zemuniku Gornjem.[8]
- Pravoslavna crkva sv. Save na gradini.[9]
- Spomenik palim braniteljima iz Domovinskog rata[10]

## Obrazovanje
Osnovna škola Zemunik obuhvaća svih 8 razreda i ima oko 150 učenika. U školu dolaze i djeca iz susjednih sela.
Dječji vrtić "Zvjezdice" obuhvaća sve dobne skupine od jaslica do predškolske dobi.

## Kultura
- KUD Sveta Kata – Zemunik

## Šport
- NK Zemunik Zemunik Donji
- BK Bulin
- BK Zemunik[12]

## Poznate osobe
- Nikola Dragaš, najbolji hrvatski kuglač svih vremena. Jedini kuglač s tri uzastopna pojedinačna zlata na svjetskim prvenstvima.
- Tomislav Marijan Bilosnić, umjetnik
- Senka Paleka Martinović, pjesnikinja
- Vanja Paleka Lokin, športašica
- Jurica Buljat, nogometaš
- Marijan Buljat, nogometaš
- Doris Pinčić Rogoznica, glumica, tv voditeljica
- Nenad Šestan, hrvatski psihijatar, neurobiolog, neuroznanstvenik, neurogenomičar, genetičar i komparativni medicinar i dopisni član HAZU

## Vanjske poveznice
- Službene stranice općine (hrv.)

|  | Portal Hrvatske – Pristup člancima s tematikom o Hrvatskoj. |